# Église Saint-Laurent de Bargème
L'église Saint-Laurent est située sur la commune de Bargème, dans le département du Var.

## Histoire
L'église est inscrite au titre des monuments historiques depuis le 3 novembre 1987.

## En savoir plus